# Mexikanische Lanzenkopf-Klapperschlange
Die Mexikanische Lanzenkopf-Klapperschlange (Crotalus polystictus) ist eine mittelgroße Art der Klapperschlangen (Crotalus), die ausschließlich im zentralmexikanischen Hochlandplateau zu finden ist.

## Merkmale
Die Mexikanische Lanzenkopf-Klapperschlange ist eine mittelgroße Klapperschlange mit einer durchschnittlichen Körperlänge von etwa 70 bis 80 Zentimetern, kann jedoch in Einzelfällen bis zu einem Meter lang werden. Namensgebend ist der schmale Kopf der Art.
Die Grundfärbung der Schlange ist hellbraun, creme- oder sandfarben mit einem Zeichnungsmuster auf dem Rücken und den Flanken aus großen, eng beieinanderliegenden Flecken kastanien- oder dunkelbrauner Farbe. Die Flecken greifen ineinander, sodass durch die helle Grundfarbe ein Netzmuster entsteht. Auch der Kopf besitzt abgerundete, verlängerte Flecken der gleichen Farbe, die durch helle Linien getrennt werden.

## Verbreitung und Lebensraum

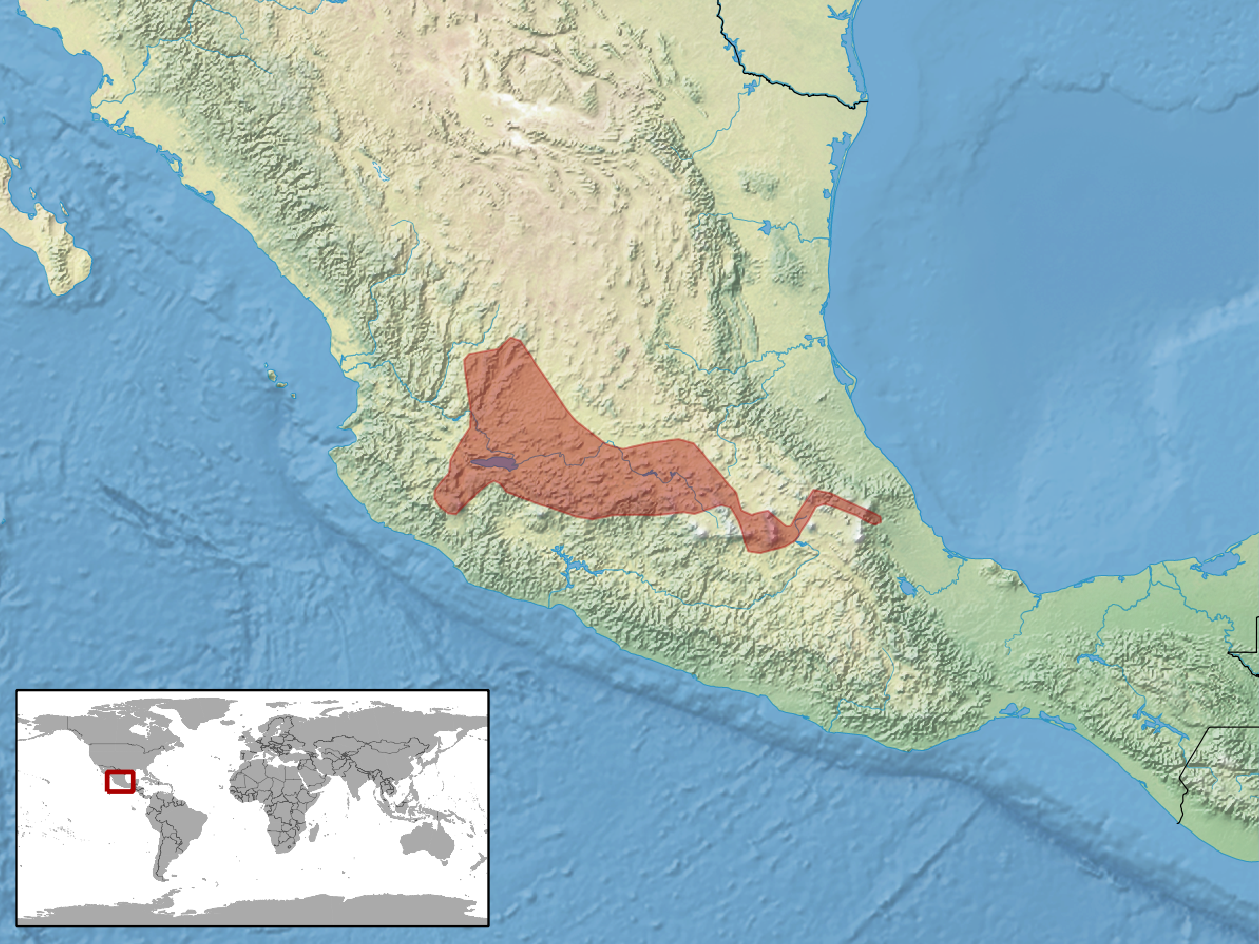
Verbreitungsgebiet

Das Verbreitungsgebiet der Mexikanischen Lanzenkopf-Klapperschlange beschränkt sich auf das zentralmexikanische Hochlandplateau vom südlichen Zacatecas und nordöstlichen Colima östlich bis Veracruz. Dabei ist sie in Höhen von 1.450 bis 2.600 Metern zu finden.
Als Lebensraum bevorzugt die Schlange felsige Gebiete innerhalb von Grassteppen und Kiefer-Eichen-Mischwäldern.

## Schlangengift
Spezifische Wirkungen und Inhaltsstoffe des Giftes dieser Schlange sind unbekannt.